# Мануил I Харитопул Сарантин
Патриарх Ману́ил I Харито́пул Сарантин (греч. Πατριάρχης Μανουήλ Α΄ Χαριτόπουλος Σαραντηνός) — патриарх Константинопольский (1217—1222).

## Биография
Получил философское образование. Был диаконом патриархии и ипатом философов. После взятия Константинополя крестоносцами уехал в Никею.
В период его патриаршества в 1219 году была предоставлена автокефалия Сербской православной церкви, которую возглавил архиепископ Савва.
В 1220 году в Никее был созван собор для обсуждения вопроса об унии с Римом. Представители духовенства западной Греции, не признававшие полномочий никейского патриарха, отказались приехать на этот собор.
Мануил I на основании церковных канонов выступил против проекта брака дочери Феодора I Ласкариса с латинским императором Робертом де Куртене, так как сам Феодор был женат на сестре Роберта Марии.